# كالكياديس (أرتا)
كالكياديس (Χαλκιάδες) هي مدينة في أرتا في مقاطعة كينتريكي إلادا في اليونان.